# Estrellas en la ficción

Vista simulada viajando a través de un campo de estrellas.

Las estrellas fuera del sistema solar han sido representadas como escenarios en obras de ficción desde al menos el siglo XVII, aunque esto no se volvió común hasta la era pulp de la ciencia ficción. Las estrellas en sí mismas rara vez son el foco principal en la ficción; su papel más común es indirecto, como anfitrionas de sistemas planetarios. En las historias donde las estrellas reciben atención específica, desempeñan diversos roles. Su apariencia como puntos de luz en el cielo es significativa en varias historias donde hay demasiadas, muy pocas o una disposición inesperada de ellas; en la fantasía, a menudo sirven como presagios. Las estrellas también aparecen como fuentes de poder, ya sea por el calor y la luz de su radiación o por superpoderes. Ciertas etapas de la evolución estelar han recibido particular atención, como las supernovas, las estrellas de neutrones y los agujeros negros. Las estrellas representadas como seres conscientes, ya sea como entidades sobrenaturales, personificadas en forma humana o simplemente antropomorfizadas con inteligencia, es un tema recurrente. Las estrellas reales ocasionalmente aparecen en la ciencia ficción, especialmente las más cercanas: el sistema Alfa Centauri, a menudo retratado como el destino del primer viaje interestelar. Tau Ceti, una estrella relativamente cercana considerada como candidata plausible para albergar planetas habitables, también es popular.

## Primeras representaciones
Entre las primeras representaciones de estrellas como lugares que pueden visitarse está la obra de 1686 de Bernard Le Bovier de Fontenelle, Conversaciones sobre la pluralidad de los mundos. Los siglos siguientes vieron más representaciones de este tipo en la obra de 1758 de Emanuel Swedenborg, De Telluribus in Mundo Nostro Solari, la novela de 1854 de C. I. Defontenay, Star ou Psi de Cassiopée, y la novela de 1887 de Camille Flammarion, Lumen, pero estas representaciones siguieron siendo raras durante este período. A principios del siglo XX, hubo algunos viajes interestelares adicionales con la novela de 1900 de Robert William Cole, The Struggle for Empire: A Story of the Year 2236, la novela de 1904 de Jean Delaire, Around a Distant Star y la novela de 1905 de William Shuler Harris, Life in a Thousand Worlds, antes de que el concepto se popularizara en la era pulp de la ciencia ficción.

## Como objetos en el cielo
Durante mucho tiempo se ha considerado que las estrellas y su posición en el cielo nocturno visto desde la Tierra tienen un significado especial para los seres humanos. Las constelaciones se han integrado en diversas mitologías y la pseudociencia de la astrología postula que las posiciones de las estrellas pueden usarse para predecir el futuro. La astrología rara vez aparece en la ciencia ficción (excepto como tema de sátira), siendo la novela de 1969 de Piers Anthony, Macroscope, una de las pocas excepciones. Las observaciones de las estrellas como objetos literales, puntos de luz en el cielo, desempeñan sin embargo papeles importantes en varias historias. En el cuento de 1941 de Isaac Asimov, "Anochecer", la primera visión de un cielo nocturno lleno de estrellas, desde un planeta que, por lo demás, recibe luz diurna de al menos uno de sus muchos soles durante milenios, lleva a la gente a la locura. El fenómeno opuesto, la desaparición de las estrellas de la vista, aparece en el cuento de 1953 de Arthur C. Clarke, Los nueve mil millones de nombres de Dios y anuncia el fin del universo. El cuento de 1967 de Poul Anderson, Starfog, está ambientado en un planeta en un cúmulo estelar tan denso que el cielo nocturno está completamente lleno de estrellas, mientras que su novela de 1966, World Without Stars (también conocido como The Ancient Gods), está ambientada en un mundo tan remoto que el cielo nocturno está prácticamente desprovisto de estrellas. Las disposiciones desconocidas de estrellas en el cielo a veces se usan para establecer que la acción no tiene lugar en la Tierra. En la fantasía, las estrellas principalmente sirven como presagios, aunque muchas de estas "estrellas" son en realidad planetas.

## Propiedades
En su mayor parte, las estrellas en la ficción varían solo en tamaño y color. Las excepciones a esto son raras y aparecen relativamente tarde en la historia de la ciencia ficción. Una estrella toroidal se representa en el cuento de 1964 de Donald Malcolm, Beyond the Reach of Storms, mientras que estrellas en forma de dos toroides entrelazados aparecen en la novela de 1976 de Terry Pratchett, The Dark Side of the Sun, como resultado de una ingeniería a gran escala por parte de una raza críptica de alienígenas avanzados.

### Planetas
La función principal que cumplen las estrellas en la ficción es como anfitrionas de sistemas planetarios. Las propiedades estelares inusuales a veces se exploran a través del efecto que tienen en los planetas en órbita, aunque esto es relativamente raro. En el cuento de 1946 de Hal Clement, Cold Front, las condiciones meteorológicas de un planeta no solo están determinadas por las propiedades de su propia atmósfera, sino también por variaciones en la atmósfera estelar. En la novela de 1999 de Vernor Vinge, A Deepness in the Sky, una estrella variable deja a los habitantes de uno de sus planetas en largos períodos de hibernación durante sus fases de menor emisión. El efecto de existir en un sistema estelar múltiple en los planetas, por otro lado, ha recibido una atención significativa en la ficción.

### Fuentes de energía

Diagrama de una esfera de Dyson del tamaño de la órbita terrestre alrededor del Sol.

### Supernovas

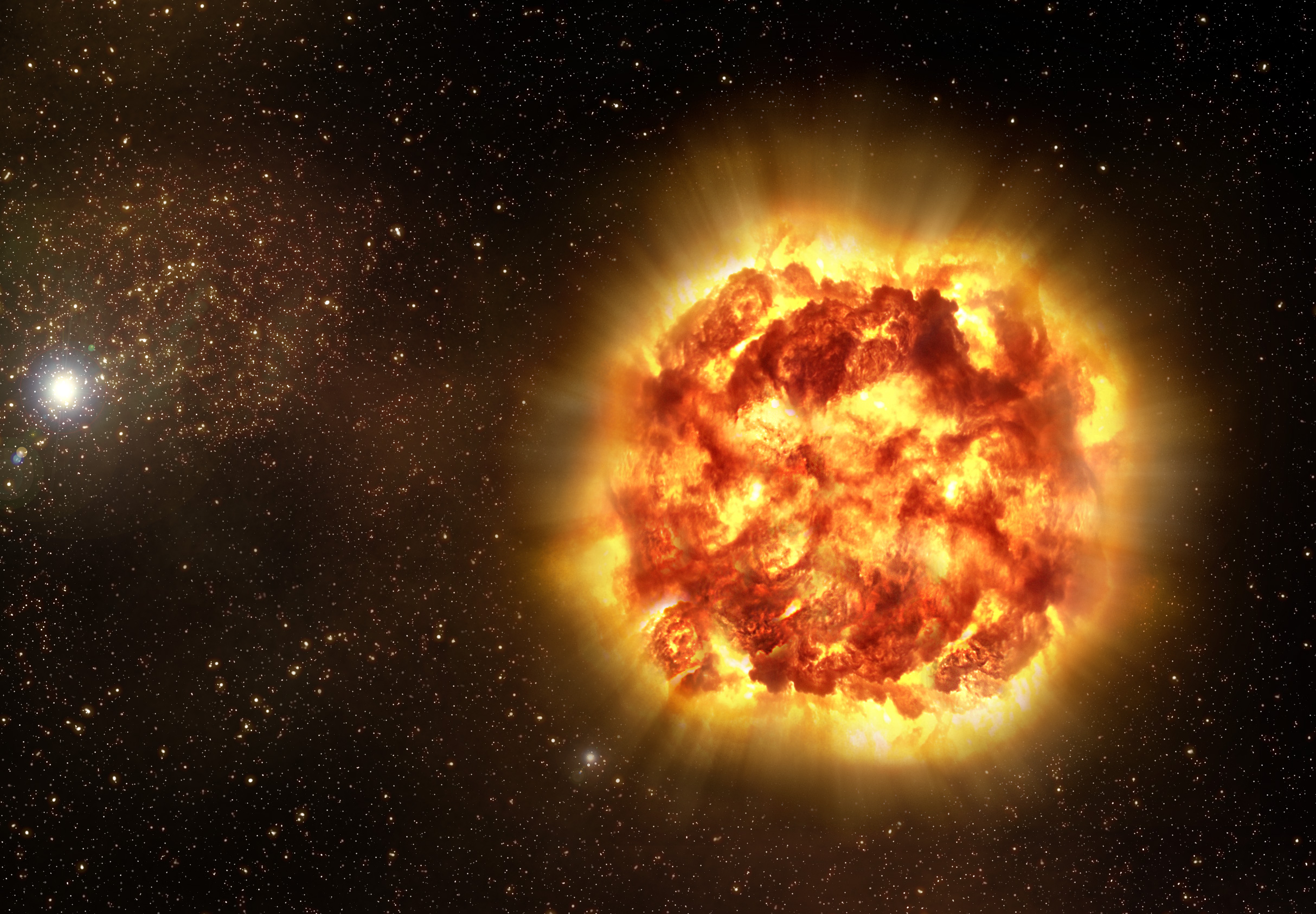
Impresión artística de una supernova.

### Agujeros negros

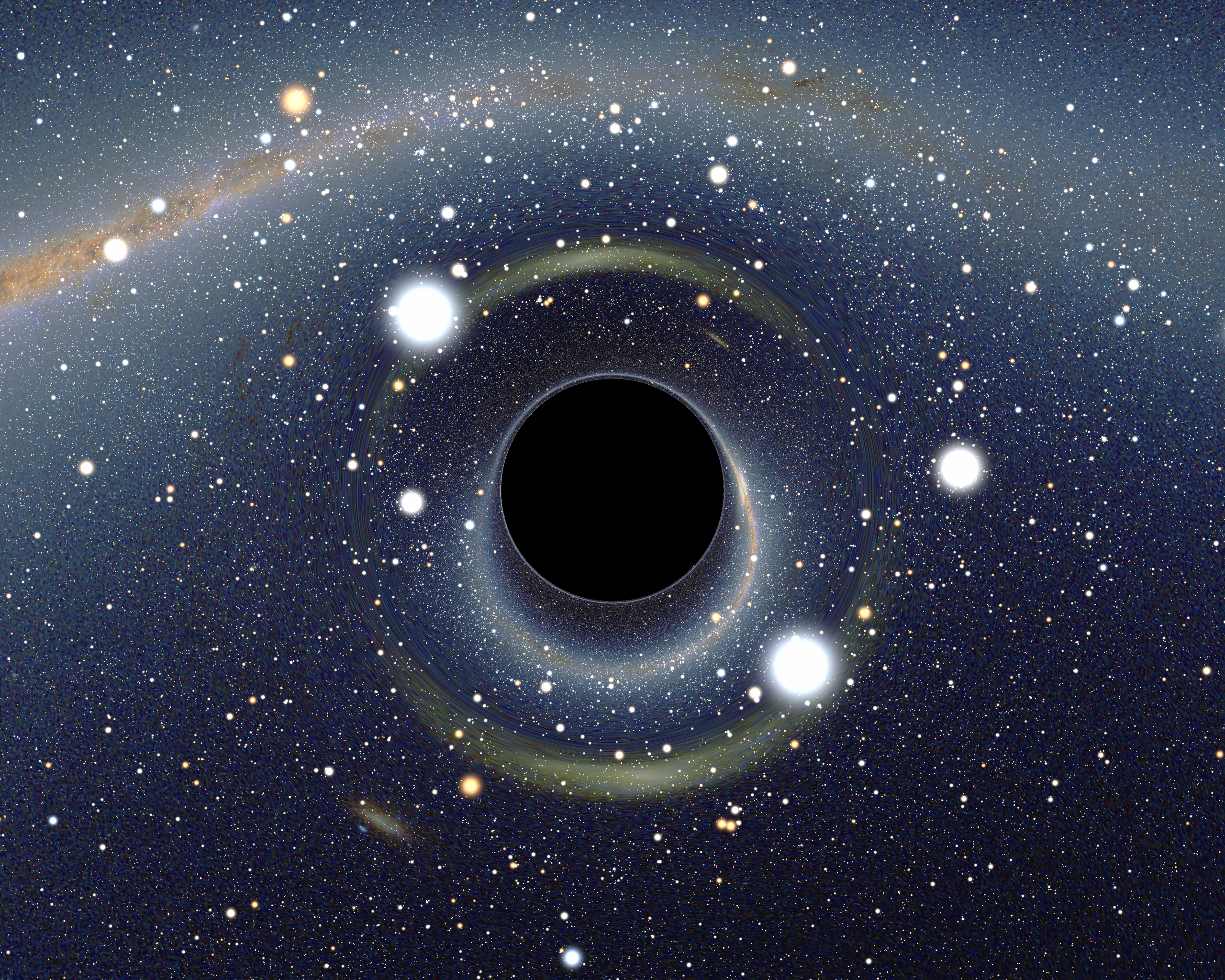
Vista simulada de un agujero negro frente a la Gran Nube de Magallanes, con lente gravitacional visible